# Kanton Machault
Kanton Machault (fr. Canton de Machault) byl francouzský kanton v departementu Ardensko v regionu Champagne-Ardenne. Tvořilo ho 14 obcí. Zrušen byl po reformě kantonů 2014.

## Obce kantonu
- Cauroy
- Chardeny
- Dricourt
- Hauviné
- Leffincourt
- Machault
- Mont-Saint-Remy
- Pauvres
- Quilly
- Saint-Clément-à-Arnes
- Saint-Étienne-à-Arnes
- Saint-Pierre-à-Arnes
- Semide
- Tourcelles-Chaumont